# SMS Prinzess Wilhelm
O SMS Prinzess Wilhelm foi um cruzador protegido operado pela Marinha Imperial Alemã e a segunda e última embarcação da Classe Irene, depois do SMS Irene. Sua construção começou em maio de 1886 na Germaniawerft em Kiel e foi lançado ao mar em setembro do ano seguinte, sendo comissionado na frota alemã em novembro de 1889. Era armado com uma bateria principal composta por catorze canhões de 149 milímetros instalados em montagens individuais, tinha um deslocamento carregado de cinco mil toneladas e alcançava uma velocidade máxima de dezoito nós.
O Prinzess Wilhelm passou seus primeiros anos servindo em casa, sendo muitas vezes destacado para escoltar o iate imperial SMY Hohenzollern em cruzeiros para outros países. Foi designado em 1895 para a Divisão da Ásia Oriental, participando em 1897 da tomada do Território Arrendado da Baía de Kiaochau da China. Esteve presente nas Filipinas imediatamente depois da Batalha de Cavite, durante a Guerra Hispano-Americana. O navio voltou para a Alemanha em 1899 e foi descomissionado. Foi modernizado, mas nunca mais voltou ao serviço e foi desmontado em 1922.

## Características

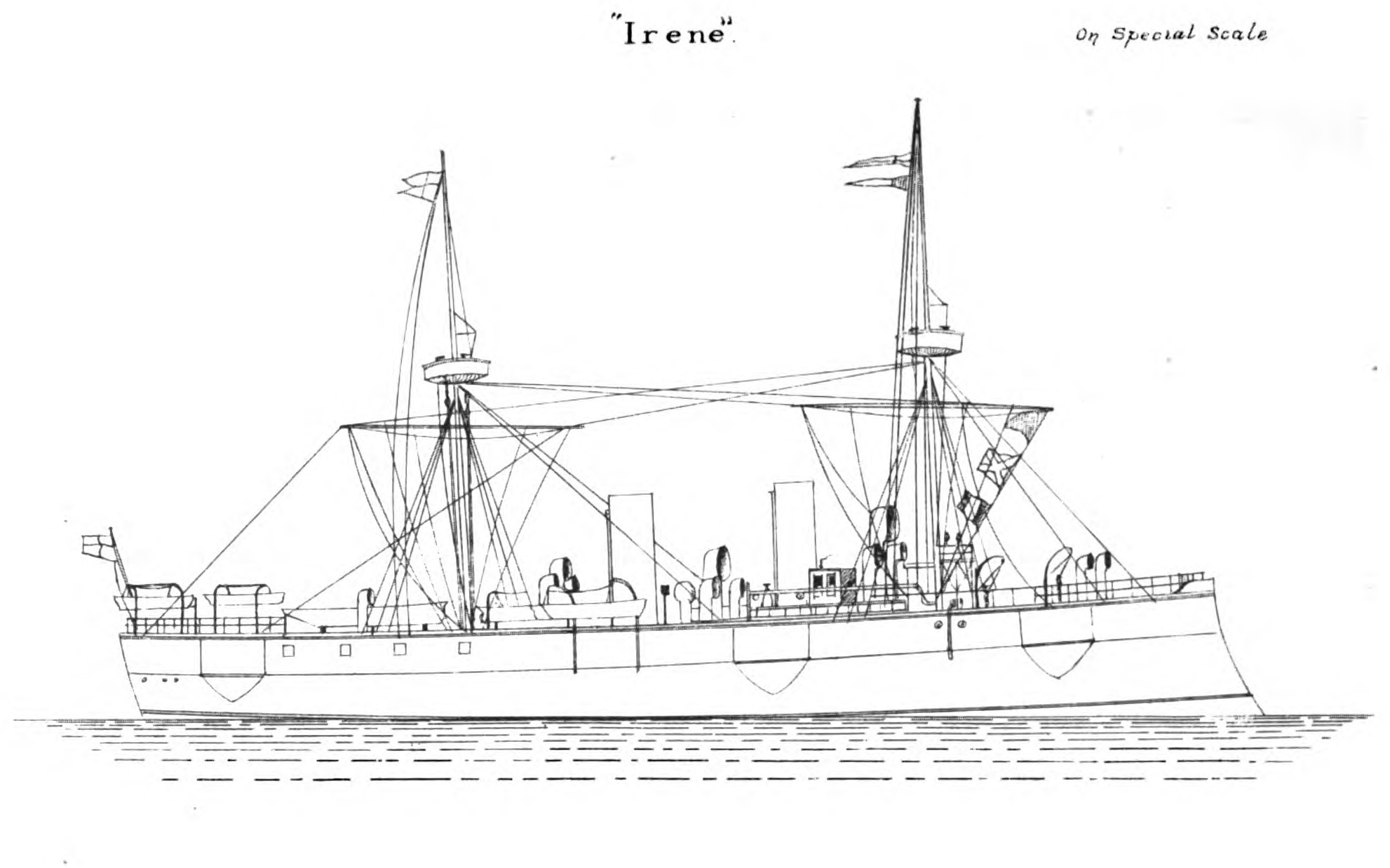
Desenho da Classe Irene

A questão mais importante enfrentada por todas as grandes marinhas do mundo por volta do início da década de 1880 era que tipo de cruzadores deveriam construir para substituir as obsoletas corvetas em serviço desde as décadas de 1860 e 1870. Cruzadores podiam ser otimizados para serviço com a frota de batalha principal ou para serviço no exterior; as maiores marinhas podiam se dar ao luxo de construir navios dedicados para cada tipo, mas não a Marinha Imperial Alemã. Os alemães, para solucionar esse problema, escolheram construir cruzadores protegidos que poderiam desempenhar as duas funções. O primeiro projeto do programa foi a Classe Irene.
O Prinzess Wilhelm tinha 103,7 metros de comprimento de fora a fora, uma boca de 14,2 metros e um calado de 6,74 metros à vante. Seu deslocamento normal era de 4 271 toneladas, enquanto o deslocamento carregado chegava a 5 027 toneladas. Seu sistema de propulsão consistia em dois motores AG Germania de dupla expansão com dois cilindros, cada um girando uma hélice. O vapor para os motores vinha de quatro caldeiras de tubos de fogo a carvão cuja exaustão era canalizada para duas chaminés à meia-nau. A potência indicada era de oito mil cavalos-vapor (5 880 quilowatts) para uma velocidade máxima de dezoito nós (33 quilômetros por hora). Sua autonomia era de 2 490 milhas náuticas (4 610 quilômetros) a nove nós (dezessete quilômetros por hora). A tripulação era formada por 28 oficiais e 337 marinheiros.
O armamento principal era composto por quatro canhões calibre 30 de 149 milímetros instalados em montagens pedestais em plataformas nas laterais. Também tinha dez canhões mais curtos calibre de 22 de 149 milímetros. O armamento era finalizado por seis canhões revólver de 37 milímetros para defesa contra barcos torpedeiros, mais três tubos de torpedo de 350 milímetros, dois no convés e um submerso na proa. A blindagem consistia em apenas um convés curvado de cinquenta milímetros de espessura na parte plana e 75 milímetros nas extremidades, onde inclinava-se para baixo até a lateral do casco. A torre de comando tinha laterais de cinquenta milímetros.

### Modificações
O navio foi modernizado em Wilhelmshaven entre 1892 e 1893. O armamento foi melhorado significativamente; os quatro canhões principais calibre 30 de 149 milímetros foram substituídos por novos modelos calibre 35 que tinham um alcance maior. Uma bateria secundária de oito canhões calibre 35 de 105 milímetros foi instalada no lugar das armas calibre 22 de 149 milímetros, enquanto seis armas de calibre 40 de 50 milímetros também foram adicionadas. Alguns equipamentos foram removidos em um esforço para reduzir o sobrepeso, incluindo redes antitorpedo, um caldeira auxiliar que era usada para o guindaste dos botes e outros equipamentos diversificados.

## Carreira

### Início de serviço
O Prinzess Wilhelm foi o segundo cruzador protegido da Marinha Imperial. Foi encomendado sob nome provisório de Ersatz Ariadne, com seu batimento de quilha ocorrendo em maio de 1886 na Germaniawerft em Kiel. Foi lançado ao mar em 22 de setembro de 1887, tendo sido batizado pela princesa Augusta Vitória, a homônima do navio. Os trabalhos de equipagem começaram em seguida. Foi comissionado em 19 de novembro de 1889 para iniciar testes marítimos, que duraram até 25 de março de 1890. Participou de manobras de treinamento no mesmo ano junto com várias antigas corvetas como parte de uma força fazendo o papel de inimiga. Uma segunda rodada de testes ocorreu entre 16 de abril e 20 de junho de 1891 sob o comando do capitão de mar Oscar Boeters; voltou ao estaleiro durante este período em maio para passar por alterações.
Foi designado para a II Divisão da Frota de Manobras assim que terminou seus testes, mas quase imediatamente foi destacado para escoltar o navio-escola de artilharia SMS Mars até a Heligolândia; o imperador Guilherme II e a agora imperatriz Augusta Vitória embarcaram no Mars para a viagem. O casal então se transferiu para o iate SMY Hohenzollern para um cruzeiro que inclui paradas em Cowes e Leith no Reino Unido, e Tromsø e Nordkapp na Noruega. O Prinzess Wilhelm escoltou o iate no cruzeiro, que terminou em Kiel. Um cano estourou a bordo depois da chegada. O navio então foi para um pequeno cruzeiro de treinamento que terminou em 15 de outubro em Wilhelmshaven.
O Prinzess Wilhelm foi para o Reino Unido em 11 de fevereiro de 1892 para auxiliar o cargueiro alemão SS Eider, que tinha encalhado em 31 de janeiro na Ilha de Wight. O cruzador depois disso visitou vários portos pela Irlanda e Escócia, chegando de volta em Kiel no dia 24 de março. Depois disso participou de exercícios de treinamento e retornou para a II Divisão com o objetivo de escoltar Guilherme em junho para um encontro com o imperador Alexandre III da Rússia em Estetino, depois do qual fez um cruzeiro com o Hohenzollern pela Noruega. O navio foi para o Mar Mediterrâneo no início de agosto para representar a Alemanha em celebrações pelo aniversário de quatrocentos anos da viagem de Cristóvão Colombo que ocorreram na Espanha e Itália. Foi a única embarcação alemã enviada para as celebrações em Gênova porque as relações diplomáticas com os italianos não estavam boas na época. Depois disso foi para Alexandria, no Egito, entre 20 e 25 de setembro, onde Boeters foi recebido pelo quediva Abaz II, que lhe entregou a Ordem da Águia Vermelha prussiana, com a qual tinha sido condecorada por Guilherme. O navio voltou para Wilhelmshaven em 14 de novembro e foi descomissionado.
O cruzador passou por uma modernização que durou até 10 de outubro de 1893, quando foi recomissionado para servir de navio de guarda em Wilhelmshaven. O capitão de corveta Georg Sarnow assumiu o comando da embarcação. Foi usado brevemente no início de 1894 como navio-escola para tripulantes de engenharia e caldeiras. Também embarcou o imperador para um curto cruzeiro pelo Mar do Norte acompanhado por três barcos torpedeiros. O Prinzess Wilhelm fez um cruzeiro pelo Mar Báltico em meados do ano e em agosto se encontrou novamente com o Hohenzollern para a visita anual de Guilherme à Regata de Cowes. O cruzador serviu de capitânia para a flotilha de reconhecimento durante as manobras de outono. Ele encalhou em Rønne, na Dinamarca, e foi libertado pela corveta SMS Blücher e pelo antigo brigue SMS Musquito. O navio ficou sob reparos em Wilhelmshaven até 17 de outubro. Depois disso retomou suas funções de navio de guarda, época em que o capitão de corveta Ludwig Borckenhagen substituiu Sarnow.

### Sudeste Asiático

#### Primeiros anos

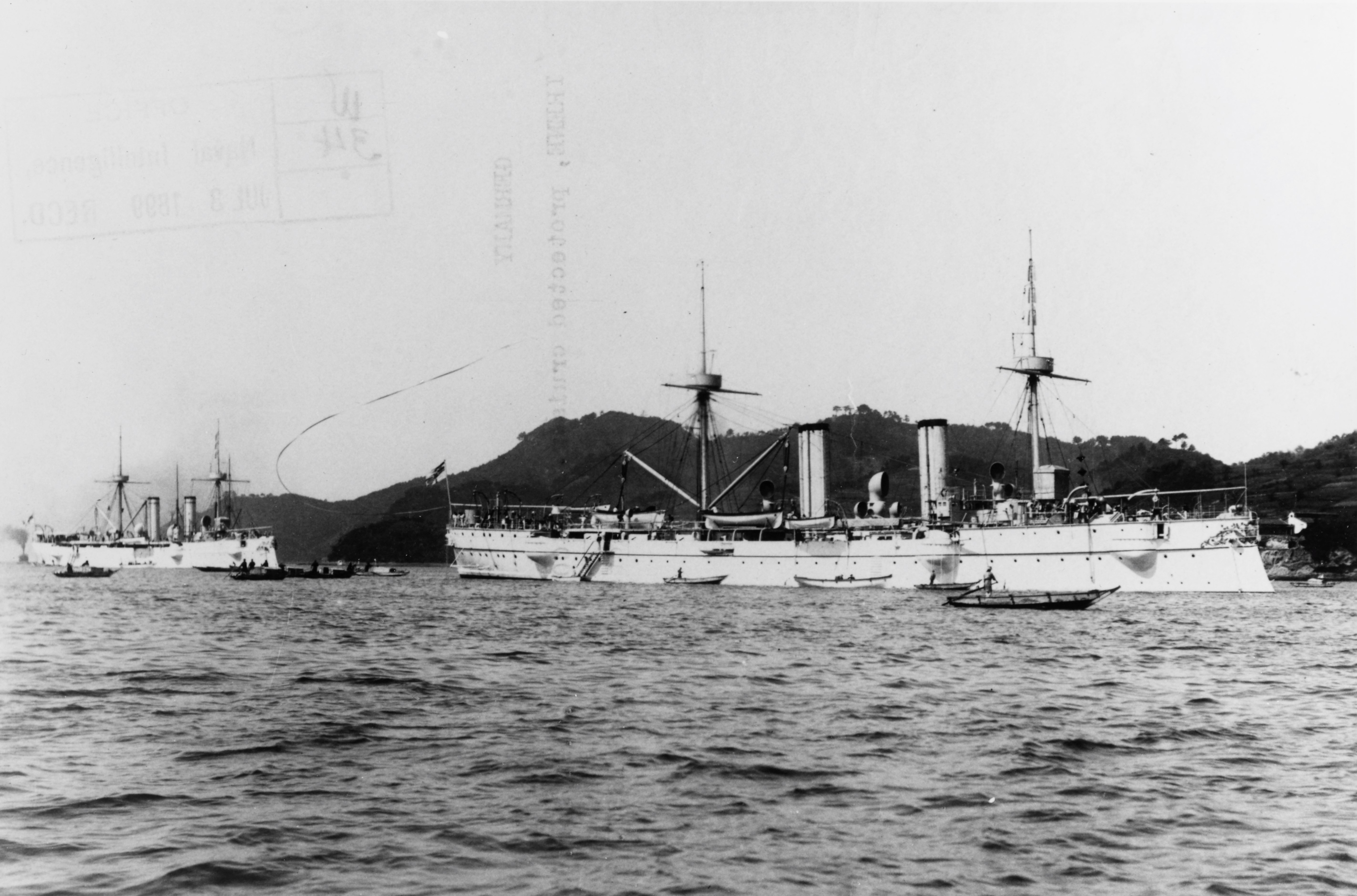
O Prinzess Wilhelm (esquerda) e o Irene (direita) c. 1895–1899

O Prinzess Wilhelm recebeu ordens em janeiro de 1895 para viajar ao Extremo Oriente com o objetivo de reforçar a Divisão da Ásia Oriental; deveria substituir a antiga corveta SMS Marie. Sua tripulação completou preparações, durante as quais Borckenhagen foi substituído pelo capitão de corveta Henning von Holtzendorff. O Prinzess Wilhelm partiu em 27 de abril. Vários tripulantes morreram de insolação enquanto passava pelo Mar Vermelho por causa das temperaturas extremas e ventilação ruim. Os mortos foram enterrados em Adem. O cruzador chegou em Xangai, na China, em 4 de julho, encontrando-se com seu irmão SMS Irene, que era a capitânia da divisão. A formação foi depois reforçada pelo ironclad SMS Kaiser, o cruzador desprotegido SMS Cormoran, a corveta SMS Arcona e a canhoneira SMS Iltis. O contra-almirante Alfred von Tirpitz assumiu o comando da divisão em junho de 1896. O Prinzess Wilhelm ajudou no mesmo ano a combater um grande incêndio em Hakodate, no Japão, e depois avaliou o rio Huangpu como uma base naval em potencial. O cruzador estava precisando seriamente de manutenção em meados de novembro, pois problemas nos motores estavam limitando sua velocidade pela metade. Foi para Nagasaki, no Japão, em 6 de dezembro para passar por reparos.
Estava ancorado em Porto Hamilton em maio de 1896 quando recebeu ordens de entrar no rio Yangtzé na China e navegar até Nanquim. Instrutores militares alemães trabalhando com o exército chinês foram atacados por alunos da academia militar, com o Prinzess Wilhelm e o Iltis respondendo. A aparição de dois navios de guerra intimidou os chineses, que dispersaram, assim as embarcações não precisaram intervir. Permaneceram no local por quatro semanas com o objetivo de garantir que a situação permaneceu calma, depois disso o Prinzess Wilhelm prosseguiu rio acima. Tornou-se o primeiro grande navio de guerra alemão a visitar Hankou, onde chegou em 11 de julho. Em seguida foi para Chefoo, no estuário do rio, onde se encontrou com o resto da divisão. O capitão de corveta Adolf Thiele assumiu o comando do cruzador em agosto. Esteve presente para o funeral dos tripulantes que morreram no naufrágio do Iltis em julho. Retornou para Nagasaki entre meados de setembro e início de novembro para mais manutenção do ser sistema de propulsão.
A embarcação sofreu uma grande falha de seus maquinários em meados de dezembro que o forçaram a voltar para Nagasaki para mais reparos, que terminaram em janeiro de 1897. O contra-almirante Otto von Diederichs chegou na Ásia em junho e assumiu o comando da divisão; o Prinzess Wilhelm, Irene e Arcona estava na época realizando treinos de artilharia em Chefoo. Diederichs se encontrou com o resto da divisão no local no final do mês a bordo do Kaiser. Ele em seguida realizou uma série de visitas cerimoniais aos capitães de suas embarcações. Diederichs subiu a bordo do Prinzess Wilhelm em 1º de julho para visitar a capital chinesa de Pequim. Ele tentou negociar com os chineses a aquisição de uma base naval permanente para a divisão. Diederichs queria o porto de Kiaochau, mas fracassou e assim voltou em 11 de julho para o cruzador. Ao partir examinou os Fortes de Taku que protegiam a entrada da cidade. O Prinzess Wilhelm voltou para a divisão e em seguida todos os navios realizaram uma viagem por portos da região.

#### Tomada de Kiaochau

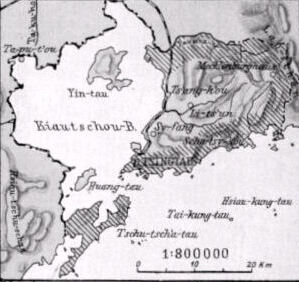
Mapa de 1912 da Península de Xantum, mostrando o Território Arrendado da Baía de Kiauchau

Diederichs planejou em outubro rotacionar seus navios em instalações da região para suas manutenções; o Prinzess Wilhelm estava programado para entrar em uma doca seca em Xangai. O almirante pediu permissão para levar o cruzador e o Kaiser para Kiaochau para treinos de artilharia e depois deixar o Prinzess Wilhelm no local pelo inverno, mas isto foi negado. Entretanto, Diederichs conseguiu usar o assassinato de dois padres alemães em Shandong em 6 de novembro para justificar uma ação em Jiaozhou. O Prinzess Wilhelm e o Kaiser eram os únicos navios disponíveis na época para um ataque. O Cormoran se juntou aos dois alguns dias depois, com eles estando prontos em 10 de novembro. O Prinzess Wilhelm zarpou no dia seguinte e encontrou as outras embarcações no mar.
Os três se encontraram na noite de 12 de novembro e entraram em linha de batalha, com o ataque sendo marcado para começar com um bombardeio na manhã do dia 14. As tripulações do Prinzess Wilhelm e Kaiser formariam equipes de desembarque para tomarem o porto. Todos chegaram na manhã de 13 de novembro e a equipe de desembarque, formada por aproximadamente setecentos oficiais e marinheiros que foram colocados sob o comando de Thiele, desembarcou no píer principal na manhã seguinte. Os chineses foram completamente surpreendidos e os alemães alcançaram seus objetivos em apenas duas horas. Diederichs conseguiu convencer o comandante chinês a recuar de Kiaochau. A bandeira imperial alemã foi hasteada na cidade e o Prinzess Wilhelm disparou uma salva de 21 tiros. A equipe de desembarque permaneceu no porto e vários canhões de 37 milímetros foram removidos dos navios para que a força tivesse artilharia.
Diederichs pediu reforços da Alemanha e Guilherme autorizou que uma segunda divisão fosse enviada para o Extremo Oriente. A unidade foi consequentemente reorganizada como a Esquadra da Ásia Oriental; o Prinzess Wilhelm foi colocado na I Divisão. Diederichs foi promovido a vice-almirante em 27 de novembro por causa de seu sucesso na tomada de Kiaochau e recebeu o comando da nova esquadra. Forças chinesas convergiram no porto no final do mês. O Prinzess Wilhelm e o Kaiser foram dar suporte de artilharia. Foi descoberto que o comandante chinês, que tinha sido colocado em prisão domiciliar, estava tentando minar a ocupação alemã, assim Dierderichs o prendeu a bordo do Prinzess Wilhelm. Houve um breve confronto que rapidamente resultou na recuada dos chineses. Uma força de cinquenta homens do cruzador foi enviada para Chi-mo em 8 de janeiro de 1898 para defender a área de incursões chinesas. Thiele foi substituído no mesmo mês no comando do navio pelo capitão de corveta Oskar Truppel.

#### Fim de serviço
O príncipe Henrique da Prússia, irmão do imperador, chegou na Ásia em meados de 1898. Diederichs planejou rotacionar seus navios para manutenção periódica enquanto esperava. Ele fez do Prinzess Wilhelm sua capitânia em 4 de maio e enviou o Kaiser para Nagasaki no dia seguinte, depois de Henrique ter chegado em Kiaochau. A Guerra Hispano-Americana tinha começado em 25 de abril e os estadunidenses tinham derrotado uma esquadra espanhola em 1º de maio na Batalha de Cavite. Diederichs planejou usar a crise como uma oportunidade para tomar outra base para a esquadra da Ásia. Ele descobriu ao chegar em Nagasaki que o estaleiro ainda não tinha terminado os trabalhos no Kaiser e assim demoraria para o Prinzess Wilhelm passar por sua manutenção. Diederichs ordenou que o cruzador protegido SMS Kaiserin Augusta o encontrasse em Nagasaki para se tornar sua capitânia temporária. O Prinzess Wilhelm e o Kaiser se reencontrariam com o Kaiserin Augusta assim que seus reparos fossem finalizados.
O Prinzess Wilhelm chegou nas Filipinas em 20 de junho. Diederichs nesta altura tinha cinco navios à sua disposição: Prinzess Wilhelm, Kaiser, Irene, Kaiserin Augusta e Cormoran. O cruzador ao chegar foi reabastecer em Mariveles, perto da capital Manila, e receber novos tripulantes do navio de transporte Darmstadt. Uma esquadra estadunidense ordenou em 9 de agosto que todos os navios de guerra neutros na Baía de Manila fossem embora do porto, assim os alemães foram para Mariveles. Esta foi depois tomada pelos estadunidenses e assim a maioria das embarcações alemãs deixaram as Filipinas, porém o Prinzess Wilhelm permaneceu para proteger cidadãos alemães na área. Foi substituído pelo Arcona em outubro. O Kaiser encalhou em meados de novembro e precisou passar por reparos em uma doca seca, assim Diederichs fez do Prinzess Wilhelm sua capitânia. Serviu nesta função até janeiro de 1899, quando foi para Hong Kong passar por sua manutenção periódica. Depois disso foi para Tsingtao, no território de Kiaochau, onde recebeu ordens de voltar para a Alemanha. Partiu em 26 de abril e chegou em Wilhelmshaven em julho, sendo descomissionado no local no dia 22.
Foi para o Estaleiro Imperial de Wilhelmshaven passar por uma modernização. Os trabalhos foram finalizados em 1902, mas o Prinzess Wilhelm nunca mais voltou ao serviço ativo. Foi removido do registro naval em 17 de fevereiro de 1914 e usado como um depósito para minas navais na Primeira Guerra Mundial. Ficou inicialmente em Danzig, mas depois foi movido para Kiel e Wilhelmshaven. Foi vendido em 26 de novembro de 1921 por 909 mil marcos e desmontado em Wilhelmshaven no ano seguinte.